# فريدريك لودفيغ فون كيلر
فريدريك لودفيغ فون كيلر (بالألمانية: Friedrich Ludwig von Keller)‏ هو محامي وسياسي سويسري، ولد في 17 أكتوبر 1799 في سويسرا، وتوفي في 11 سبتمبر 1860 ببرلين في ألمانيا. انتخب عضو مجلس النواب البروسي.